# 비나폰
비나폰(베트남어: Tổng Công ty Dịch vụ Viễn thông / Vinaphone)은 베트남 하노이에 본사를 둔 베트남의 주요 모바일 네트워크 사업자이다. 1996년 6월 26일에 GSM 출범 사업자로 설립된 비나폰은 두 번째 네트워크(MobiFone 이후)이며 현재 베트남에서 두 번째로 큰 공급자이다. 비나폰은 전국적으로 3G 서비스를 시작한 최초의 네트워크 사업자였다.

## 역사
비나폰은 베트남 우편 전기 공사의 자회사로 1999년에 각 성과 도시의 100%에서 서비스를 제공하는 최초의 네트워크였다. 7년 후, 2006년 6월 비나폰은 산악 지역이나 외딴 지역을 포함하여 전국의 100% 지역에서 서비스를 제공하는 최초의 모바일 네트워크가 되었다. 현재 비나폰은 약 3천 6백만 명의 실제 가입자에게 6개의 사전 지정 번호(091, 094, 081,082,083,084,085,088)를 제공하고 있다.
- 1996년 : 비나폰 네트워크 설립.
- 1997년 : 베트남 통신 서비스 회사(VinaPhone) 설립. 지역 통신 서비스 센터 1, 2, 3 설립
- 2006년 : 베트남이 공식적으로 WTO 회원국에 가입함에 따라 로고 변경 (GPC에서 비나폰으로)
- 2009년 : 비나폰은 3G 서비스를 시작한 최초의 운영자이다.
- 2014년 9월 : 보다폰과 전략적 협력 관계 계약 체결[1]

보다폰의 대부분의 가입자는 공무원이므로 공공 부문 근로자로 간주된다.
비나폰은 베트남 농구대표팀의 공식후원자이다.

## 시장점유율
비나폰은 2012년에 30%의 시장점유율(수익을 기준으로 추정)을 기록했다. 주요 경쟁 업체로는 40.67%의 시장점유율을 차지하는 비엣텔(Viettel)이 있으며, 모비폰(MobiFone)은 17.9%로 VNPT 소유이다. 이들은 3대 업체가 전체 시장의 거의 90%를 차지하고 있고, 나머지는 비엣나모바일(Vietnamobile)이 8%, 지모바일(Gmobile)이 3.2%와 (이전 Beeline) 그리고 S-폰 0.1%로 최저 점유율을 기록했다.